# Галицький повіт (Руське воєводство)
Галицький повіт — історична адміністративно-територіальна одиниця Галицької землі Руського воєводства. Практично збігався з територією колишнього удільного Галицького князівства. Був найбільшим у Галицькій землі за чисельністю населення: налічував 247 населених пунктів (з 395 населених пунктів Галицької землі), у тому числі 10 міст. Складався з волостей по обох берегах Дністра. У першій третині XVI ст. до Галицького повіту ввійшов Коропецький повіт. У XVIII ст. зменшений шляхом відходу частини земель до Коломийського і Теребовлянського повітів.

## Історія
1434 року адміністративно-територіальний устрій Польської держави, в основі якого лежав поділ на провінції, воєводства, землі й повіти, поширився і на Руське королівство, яке дістало нову офіційну назву — Руське воєводство. Воно ділилося на Перемиську, Сяноцьку, Львівську і Галицьку землі. 1435 року в Галичині ввели польське і німецьке право. З 1433 до 1501 року Галицька земля поділялася на чотири повіти: Галицький, Теребовлянський, Снятинський і Коломийський. Згодом Галицька земля поділялась вже на 6 повітів: Галицький, Теребовлянський, Коропецький, Червоногородський, Коломийський і Снятинський.
Адміністративне управління у складі Речі Посполитої здійснювалося на основі Литовського статуту 1588 року та норм польського права.
Після першого поділу Речі Посполитої 5 серпня 1772 року територія Руського воєводства (без Холмської землі) відійшла до Австрії. Надбані території Галичини австрійська влада поділила за прикладом інших земель імперії.